# 大鷹沢村
大鷹沢村（おおたかさわむら）は、昭和29年（1954年）まで宮城県刈田郡にあった村。現在の白石市大鷹沢にあたる。

## 沿革
- 明治22年（1889年）4月1日 - 町村制施行にともない、大町村・三沢村と鷹巣村の一部（山内）が合併して大鷹沢村が発足。
- 昭和29年（1954年）4月1日 - 大鷹沢村と白石町・大平村・越河村・斎川村・白川村・福岡村が合併し、白石市となる。

## 行政

### 歴代村長
| 代      | 氏名       | 就任                       | 退任                       | 備考 |
| ------- | ---------- | -------------------------- | -------------------------- | ---- |
| 1       | 大野源語   | 明治22年（1889年）4月24日  | 明治26年（1893年）4月23日  |      |
| 2       | 遠藤善三郎 | 明治26年（1893年）4月24日  | 明治30年（1897年）4月23日  |      |
| 3       | 大野泰吉   | 明治30年（1897年）4月24日  | 明治31年（1898年）10月18日 |      |
| 4       | 大野浪蔵   | 明治33年（1900年）10月21日 | 明治37年（1904年）12月21日 |      |
| 5       | 佐竹熊治   | 明治38年（1905年）11月29日 | 明治39年（1906年）2月20日  |      |
| 6 - 7   | 大野泰吉   | 明治39年（1906年）3月6日   | 明治40年（1907年）8月27日  | 再任 |
| 8       | 大野林治郎 | 明治44年（1907年）1月25日  | 明治44年（1911年）11月13日 |      |
| 9       | 大野健吉   | 明治45年（1912年）1月23日  | 大正3年（1914年）12月27日  |      |
| 10      | 佐藤彦七郎 | 大正4年（1915年）1月14日   | 大正4年（1915年）8月11日   |      |
| 11      | 大野健吉   | 大正5年（1916年）6月22日   | 大正6年（1917年）7月20日   | 再任 |
| 12      | 斎藤長蔵   | 大正6年（1917年）11月7日   | 大正10年（1921年）11月6日  |      |
| 13 - 14 | 志村留五郎 | 大正11年（1922年）5月2日   | 昭和3年（1928年）7月9日    |      |
| 15      | 我妻伊蔵   | 昭和3年（1928年）9月23日   | 昭和5年（1930年）12月9日   |      |
| 16      | 菊地寛蔵   | 昭和6年（1931年）2月2日    | 昭和8年（1933年）7月15日   |      |
| 17 - 18 | 島貫誠一   | 昭和8年（1933年）9月18日   | 昭和14年（1939年）6月5日   |      |
| 19      | 大野直亮   | 昭和14年（1939年）6月23日  | 昭和18年（1943年）6月22日  |      |
| 20      | 島貫誠一   | 昭和18年（1943年）6月23日  | 昭和20年（1945年）4月19日  | 再任 |
| 21      | 大宮里志   | 昭和20年（1945年）5月15日  | 昭和20年（1945年）11月16日 |      |
| 22      | 島貫誠一   | 昭和20年（1945年）12月4日  | 昭和21年（1945年）12月4日  | 三任 |
| 23 - 24 | 阿部燁尾   | 昭和22年（1947年）4月5日   | 昭和29年（1954年）3月31日  |      |

## 教育
- 大鷹沢村立大鷹沢小学校
- 大鷹沢村立大鷹沢中学校

## 交通

### 鉄道
合併後の昭和57年（1982年）に開業した東北新幹線の白石蔵王駅は、旧大鷹沢村域内に置かれた。